# N Seoul Tower
N Seoul Tower is een 236 meter hoge toren op de berg Namsan in het centrum van Seoel, de hoofdstad van Zuid-Korea. Het is een zendmast voor televisie en radio en in de toren is een observatiedek, met diverse verdiepingen, en er zijn diverse restaurants.
Met de bouw van de toren werd in december 1969 aangevangen. Op 3 december 1971 was de toren gereed en had het US$ 2,5 miljoen gekost. Het had toen nog alleen een functie voor het uitzenden van radio- en televisieprogramma’s. 
De toren is 236,7 meter hoog, het onderste deel tot 135,7 meter is van gewapend beton en de resterende 101 meter is van staal. De toren staat op een berg en de piek ligt op 479,7 meter boven zeeniveau. Op 136 meter is er een observatiedek met diverse verdiepingen. Een verdieping draait in 100 minuten volledige rond. De toren is het gehele jaar voor publiek geopend.
In oktober 1980 werd de toren voor het publiek geopend. In mei 1990 stond het aantal bezoekers al op 10 miljoen en in april 2001 was dit gestegen naar 20 miljoen. In 2005 werd de naam gewijzigd van Seoul Tower in N Seoel Tower. De N staat voor Namsan, de berg waarop de toren staat, voor New en tot slot Nature. De toren is een belangrijke toeristische attractie van Seoel. De bezoeker heeft een goed uitzicht over de stad. 
Om bij de toren te komen is er de kabelbaan van Namsan. Vanaf het bovenste station is het een korte wandeling naar de entree van de toren. 